# اپسلی چری-گرارد
اپسلی چری-گرارد (انگلیسی: Apsley Cherry-Garrard; ۲ ژانویهٔ ۱۸۸۶ – ۱۸ مهٔ ۱۹۵۹) جانورشناسی، کاوشگری، مؤلف اهل پادشاهی متحد بریتانیای کبیر و ایرلند بود. وی همچنین برندهٔ جوایزی همچون مدال قطبی شده‌است.